# Jamestown (Wisconsin)
Jamestown es un pueblo ubicado en el condado de Grant en el estado estadounidense de Wisconsin. En el Censo de 2010 tenía una población de 2.076 habitantes y una densidad poblacional de 24,51 personas por km².

## Geografía
Jamestown se encuentra ubicado en las coordenadas 42°33′19″N 90°35′35″O / 42.55528, -90.59306. Según la Oficina del Censo de los Estados Unidos, Jamestown tiene una superficie total de 84.69 km², de la cual 78.55 km² corresponden a tierra firme y (7.25%) 6.14 km² es agua.

## Demografía
Según el censo de 2010, había 2.076 personas residiendo en Jamestown. La densidad de población era de 24,51 hab./km². De los 2.076 habitantes, Jamestown estaba compuesto por el 99.08% blancos, el 0% eran afroamericanos, el 0% eran amerindios, el 0.39% eran asiáticos, el 0% eran isleños del Pacífico, el 0.34% eran de otras razas y el 0.19% pertenecían a dos o más razas. Del total de la población el 0.92% eran hispanos o latinos de cualquier raza.